# The National Anthem
“The National Anthem” é uma música da banda de rock inglesa Radiohead, lançada em seu quarto álbum, Kid A (2000). A música é definida por uma linha de baixo repetitiva e apresenta trompas tocando free jazz, influenciadas pelo músico de jazz Charles Mingus.

## Gravação
O cantor do Radiohead, Thom Yorke, escreveu a linha de baixo do "Hino Nacional" quando tinha 16 anos. No final de 1997, o Radiohead gravou bateria e baixo para a música, com a intenção de desenvolvê-la como lado B de seu terceiro álbum, OK Computer (1997). Em vez disso, eles guardaram isso para seu próximo álbum, Kid A (2000).
O Radiohead retornou ao "The National Anthem" em meados de 1999, durante uma gravação em Gloucestershire. Yorke tocava baixo, e seus vocais eram processados com um modulador de anel . Jonny Greenwood adicionou ondes Martenot e sons amostrados de estações de rádio. O guitarrista Ed O'Brien disse: "É uma forma muito indisciplinada de gravar... Você adiciona coisas ao ensopado — assim como rejeita coisas — e então volta para a música com ouvidos novos."
Em novembro de 1999, o Radiohead gravou uma seção de metais tocando free jazz, inspirada no "caos organizado" do álbum ao vivo Town Hall Concert do músico de jazz Charles Mingus . Yorke descreveu o Town Hall Concert como "um caos do caralho... Há uma tensão incrível e foi o disco mais formativo de todos os tempos". Yorke e Greenwood orientaram os músicos a soar como um "engarrafamento". Segundo Yorke, ele pulou tanto durante a regência que quebrou o pé. Yorke disse: "A piada recorrente quando estávamos nos estúdios era: 'Apenas sopre. Apenas sopre, apenas sopre, apenas sopre.'"
Uma demo inicial de "The National Anthem" foi incluída na edição especial da reedição de 2017 da OK Computer, OKNOTOK 1997 2017.

## Composição

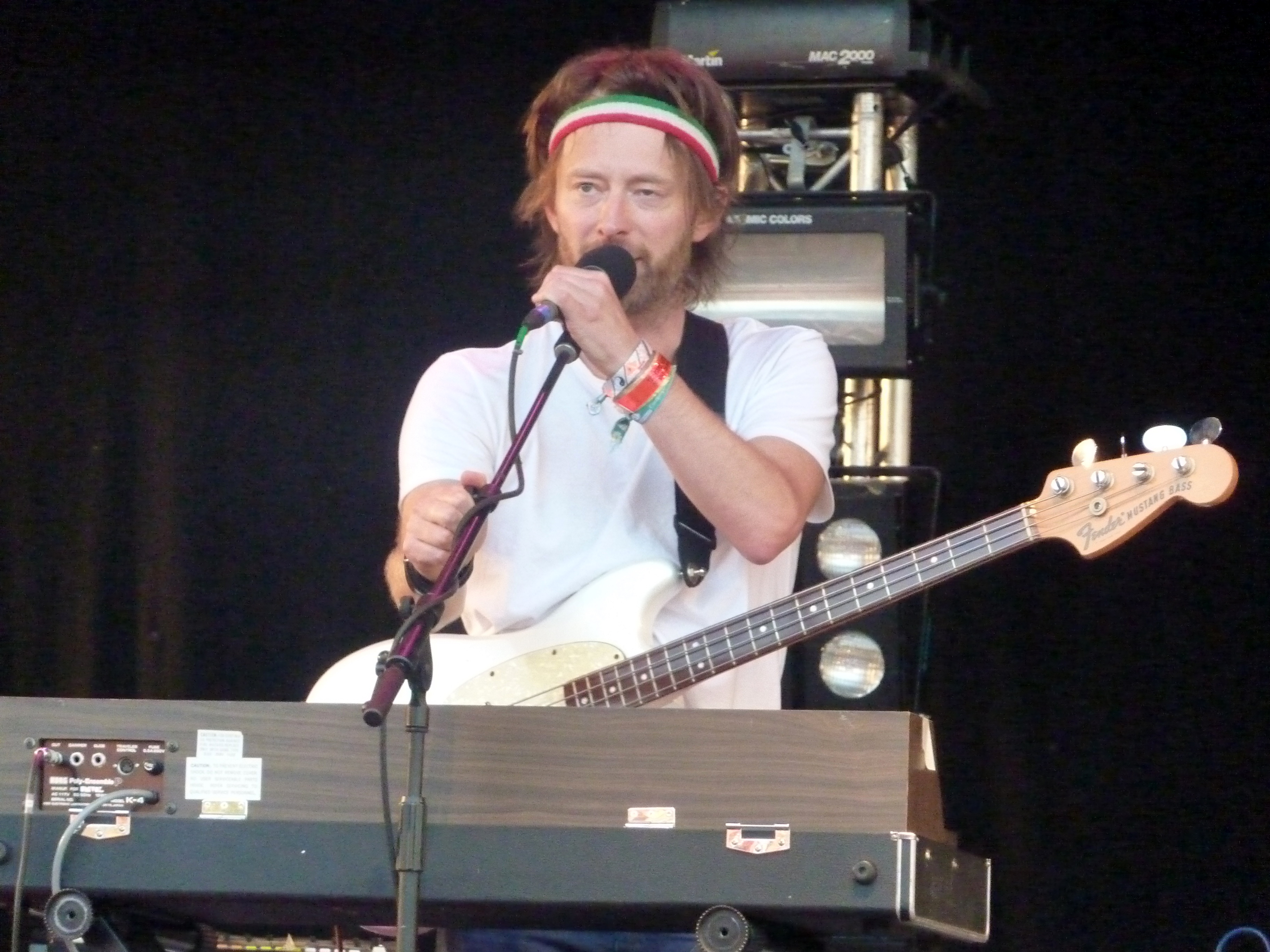
O riff do baixo de “The National Anthem” foi escrito e interpretado por Thom Yorke (foto em 2010)

Yorke disse que o Radiohead tentou transmitir a sensação de pessoas irritadas presas em um elevador ou no trânsito. A MTV descreveu a seção de free jazz como “uma banda de metais marchando contra uma parede de tijolos”. Simon Reynolds, da Spin, escreveu que era “uma explosão estranha e emocionante de música de estrada kosmik” que combinava jazz com a música “Silver Machine”, do Hawkwind, e a música “Mother Sky”, do Can. Cam Lindsey, da Exclaim!, escreveu que a música é uma “fusão radical de jazz e rock”. David Fricke, da Rolling Stone, chamou a música de “crusty funk”.

## Pessoal

### Radiohead
- Colin Greenwood
- Jonny Greenwood
- Ed O'Brien
- Philip Selway
- Thom Yorke

### Pessoal adicional
- Nigel Godrich produção, engenharia, mistura
- Gerard Navarro assistência de produção, engenharia adicional
- Graeme Stewart engenharia adicional

### Músicos adicionais
- Henry Binns  - amostragem de ritmo
- Andy Bush  - trompete
- Andy Hamilton  - saxofone tenor
- Steve Hamilton  - saxofone alto
- Stan Harrison - saxofone barítono
- Martin Hathaway  - saxofone alto
- Liam Kirkman - trombone
- Mike Kearsey - trombone baixo
- Mark Lockheart  - saxofone tenor